# 서신초등학교 제부분교
서신초등학교 제부분교는 대한민국 경기도 화성시에 있었던 공립 초등학교이다.

## 학교 연혁
- 1946년 9월 1일 서신공립국민학교 제부분교장 개교
- 1967년 12월 13일 제부국민학교 개교
- 1982년 3월 1일 서신국민학교 제부분교장 격하
- 2000년 6월 19일 신축 교사 준공
- 2020년 3월 1일 분교 폐교, 서신초등학교로 통합

## 참고 자료
- 서신초등학교제부분교장 - 한국교육학술정보원 학교알리미